# Teatro Giotto (Borgo San Lorenzo)
Il Cinema-Teatro Giotto è un teatro situato a Borgo San Lorenzo.
La sua redazione originale, ispirata al modello fiorentino del Teatro Niccolini, risale al 1872 quando venne inaugurato con l'Ernani di Giuseppe Verdi.
Nato come luogo deputato alla lirica e alla prosa, nel 1898 il maestro Domenico Cortopassi vi fu direttore della banda cittadina e della scuola musicale. Al Teatro Giotto, diresse la sua operetta Val di Pescione, ottenendo un notevole successo, di cui si complimentò anche Giacomo Puccini. 
Dai primi decenni del '900 si è aperto anche all'attività di cinematografo, poi divenuta quella prevalente. Fra gli 1960 e '70 il teatro ha subito consistenti interventi di ristrutturazione interna (rifacimento completo del tetto secondo le normative antisismiche) nel corso dei quali ha perso la sua originaria decorazione liberty.
Ulteriori interventi di recupero, che lo hanno portato all'attuale redazione, si sono conclusi nel 1995 su progetto dell'ingegner Paolo Collini.